# Григор III Пахлавуни
Григор III Пахлавуни (Գրիգոր Գ Պահլավունի) — католикос армянской апостольской церкви в 1113—1166.

## Биография
Григор, родившийся ок. 1093 года, принадлежал к знатному армянскому княжескому роду: сын Апирата Пахлавуни, внук Григора Магистра.
В 20-летнем возрасте был избран католикосом и стал преемником Барсега I — своего дальнего родственника. Рекордсмен по длительности пребывания в сане католикоса — 53 года.
В 1114 году архиепископ Ахтамара Давид Торникян, недовольный избранием Григора III, тоже провозгласил себя католикосом. Так началось разделение армянской церкви, закончившееся в 1895 году со смертью ахтамарского католикоса Хачатура II.
Григор III перенес свою резиденцию поближе к Великой Армении — сначала в Дзовк (1125—1147), потом (с 1149) в г. Хромгла, на территории графства Эдесса, в замок, подаренный ему Беатрисой, вдовой графа Жослена II.
Католикос Григор III в апреле 1140 года участвовал в католическом конгрессе, проходившем в Антиохии и Иерусалиме под председательством папского легата Альберика Остийского.
Григор III сложил сан католикоса 17 августа 1166 года и через 3 месяца умер. Он стал основателем династии Пахлавуни — ему наследовал младший брат Нерсес IV Шнорали, в свою очередь выбравший в преемники своего племянника.